# Romet Pegaz
Romet 700/705/710 Pegaz – motorower produkowany w Polsce w latach 1972−1976 w Bydgoszczy przez zakłady Romet. 
Motorowery serii Pegaz stanowiły odrębną rodzinę motorowerów, produkowaną od 1972 roku równolegle do Komara napędzanego takim samym silnikiem. Główną różnicę stanowiły mniejsze 16-calowe koła i zbiornik paliwa przeniesiony na bagażnik, co pozwoliło na obniżenie ramy przed kierującym i ułatwienie wsiadania. Motorower został wyposażony w silnik 2-suwowy o mocy 1,7 KM. Silnik został wyposażony w gaźnik model GM12F z filtrem powietrza mokrym-siatkowym. Spalał 2 litry mieszanki benzyna-olej (stosunek 1:25) na 100 km. Silnik typu 010 produkcji Dezamet został wyposażony w sprzęgło odśrodkowe i skrzynię biegów o stałym przełożeniu. Pierwotnie zbiornik paliwa mieścił ok. 2 l, w późniejszych wersjach pojemność zbiornika zwiększono do ok. 4,2 l. Silnik uruchamiany był za pomocą pedałów przy użyciu odprężnika i sprzęgła rozruchowego.
Pierwszym modelem był Romet 700, istniał także zubożony model 705 ze sztywnym zawieszeniem tylego koła. Od 1975 roku produkowano model Romet 710 z teleskopowym zawieszeniem przedniego koła. Odrębnym modelem serii Pegaz był Romet 750 ze zmodyfikowanym silnikiem. 
Miał bardzo niską masę własną oraz charakterystyczny uchwyt nitowany do ramy zaraz nad silnikiem.